# Federico I del Palatinado

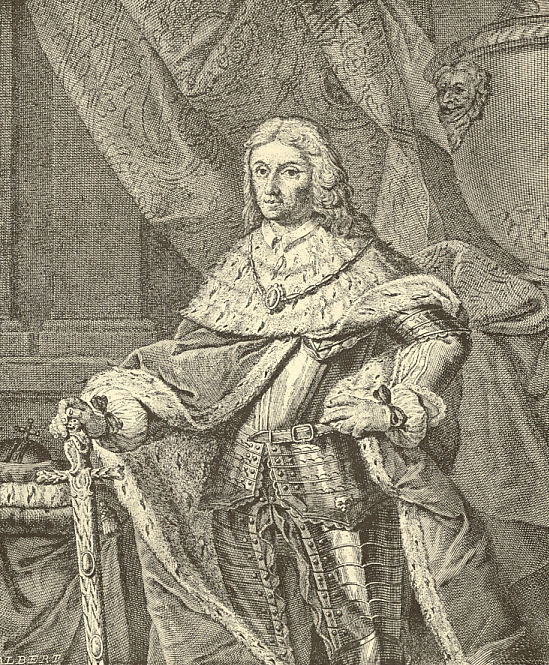
Federico I el Victorioso en un grabado barroco.

Federico I, el Victorioso (der Siegreiche) (1 de agosto de 1425, Heidelberg - 12 de diciembre de 1476, Heidelberg), fue un Conde Palatino del Rin y Elector Palatino de la Casa de Wittelsbach entre 1451-76.

## Biografía
Era un hijo de Elector Luis III del Palatinado y su segunda esposa Matilda de Saboya. Sus abuelos maternos eran el Príncipe Amadeo de Achaea y su esposa Catalina de Génova.
Gobernó el Palatinado Electoral después de la muerte de su hermano Luis IV como regente en nombre de su sobrino Felipe del Palatinado. Adoptó a su sobrino en 1451 y rechazó contraer matrimonio. De esta "Arrogación", reclamó el derecho a ser el legítimo elector. Como esta acción era contraria a la ley imperial, el emperador Federico III rechazó confirmar el estatus de Federico. Sin embargo, el emperador no logró desplazar a Federico quien era un hábil estratega y aliado del Duque Luis IX de Baviera.
Federico también tuvo éxito contra otros oponentes como el partidario del partido del emperador Alberto III Aquiles, Elector de Brandeburgo, y Diether von Isenburg, el arzobispo de Maguncia, y amplió su territorio. Con la batalla de Seckenheim durante la guerra bávara (1459-63) Federico capturó a sus antagonistas: el obispo Jorge de Baden, el Margrave Carlos I de Baden-Baden y el Conde Ulrico V de Wurtemberg.

## Matrimonio e hijos
En 1471/1472, Federico contrajo matrimonio con su antigua amante Clara Tott. Ella era una plebeya y este fue considerado un matrimonio morganático. Tuvieron dos hijos:
- Friedrich von Wittelsbach (1461-1474).
- Luis I, Conde de Löwenstein (29 de septiembre de 1463 - 1524). Desposó en primeras nupcias a Elisabeth von Montfort y en segundas nupcias de Sophia Böcklin. Ancestro de los posteriores gobernantes de Löwenstein. También fue ancestro en undécima generación de Adelaida de Löwenstein-Wertheim-Rosenberg, esposa de Miguel I de Portugal.

| Predecesor: Luis IV | Elector Palatino 1451-1476 | Sucesor: Felipe |

- Datos: Q62811
- Multimedia: Frederick I, Elector Palatine / Q62811